# 呉賛誠
呉 賛誠（ご さんせい、Wu Zancheng、1823年 - 1884年）は、清末の官僚。字は存甫、号は春帆。安徽省廬江県城関鎮出身。洋務運動推進者の1人。
道光29年（1849年）に抜貢となり、咸豊元年（1851年）から広東省で知県を歴任した。その間、太平天国との戦いでしばしば功績をあげ、恵潮嘉道に昇進した。その後天津機器局担当・天津道となり、さらに順天府尹に補せられた。
光緒2年（1876年）に福建船政大臣となり、光緒4年（1878年）に福建船政大臣に光禄寺卿・福建巡撫代理を兼ね、台湾の防衛も担当することになった。呉賛誠は自ら台湾に赴いて開墾事業・道路建設・生活改善などを行い、台湾原住民の反乱を鎮圧した。しかし過労のため中風で倒れて辞職した。光緒6年（1880年）には天津水師学堂の督弁となった。